# سیاره ۹

سیاره‌های شناخته‌شده در منظومهٔ خورشیدی، گمانه‌زنی‌ها اندازهٔ سیارهٔ ۹ را نزدیک به سیارهٔ نپتون تخمین زده‌اند. (اندازهٔ سیاره‌ها در این نگاره بر پایهٔ مقیاس واقعی است ولی فاصله‌ها و روشنایی‌ها واقعی نیستند)

سیارهٔ ۹ (به انگلیسی: Planet Nine) نام موقتی یک سیارهٔ یخی بزرگ احتمالی با جرم تقریبی ۱۰ برابر زمین و قطری حدود ۱۳٬۰۰۰ تا ۲۶٬۰۰۰ کیلومتر (نزدیک به ۲ تا ۴ برابر قطر زمین) در ناحیهٔ بیرونی منظومهٔ خورشیدی است. وجود این سیاره توجیه پیکربندی مداری غیرمعمول یک گروه از اجرام فرانپتونی در فضای بیرونی کمربند کویپر خواهد بود.
احتمال وجود این سیارهٔ فرانپتونی در ۲۰ ژانویهٔ ۲۰۱۶ با اعلام نتیجه‌های بررسی رفتار گروهی از اجرام کمربند کویپر بسیار بیشتر شد. پژوهش‌گران کنستانتین باتیگین و مایکل براون در مؤسسهٔ فناوری کالیفرنیا (Caltech) شواهد غیرمستقیم بیشتری از سیارهٔ ۹ بر اساس یک مدل جدید علمی از مدار غیرمعمول چند جرم فرانپتونی دیگر ارائه کردند. در گفت‌وگوی خود، نویسندگان مدل از شکل‌گیری سیاره که ممکن است شامل مهاجرت از منظومهٔ خورشیدی داخلی، مانند «فرضیهٔ سیارهٔ غول پیکر پنجم» باشد را در نظر گرفته‌اند.
نخستین نشانه‌های وجود سیارهٔ ۹ در سال ۲۰۱۴ منتشر شد، که در آن اخترشناسان از مؤسسهٔ کارنگی و رصدخانهٔ جمینی هاوایی نشان دادند که مدار غیرمعمول جرم‌های خاصی در کمربند کویپر ممکن است تحت تأثیر گرانشی یک سیارهٔ عظیم ناشناخته در لبهٔ منظومهٔ خورشیدی پدید آمده باشد.

## ویژگی‌های سیاره

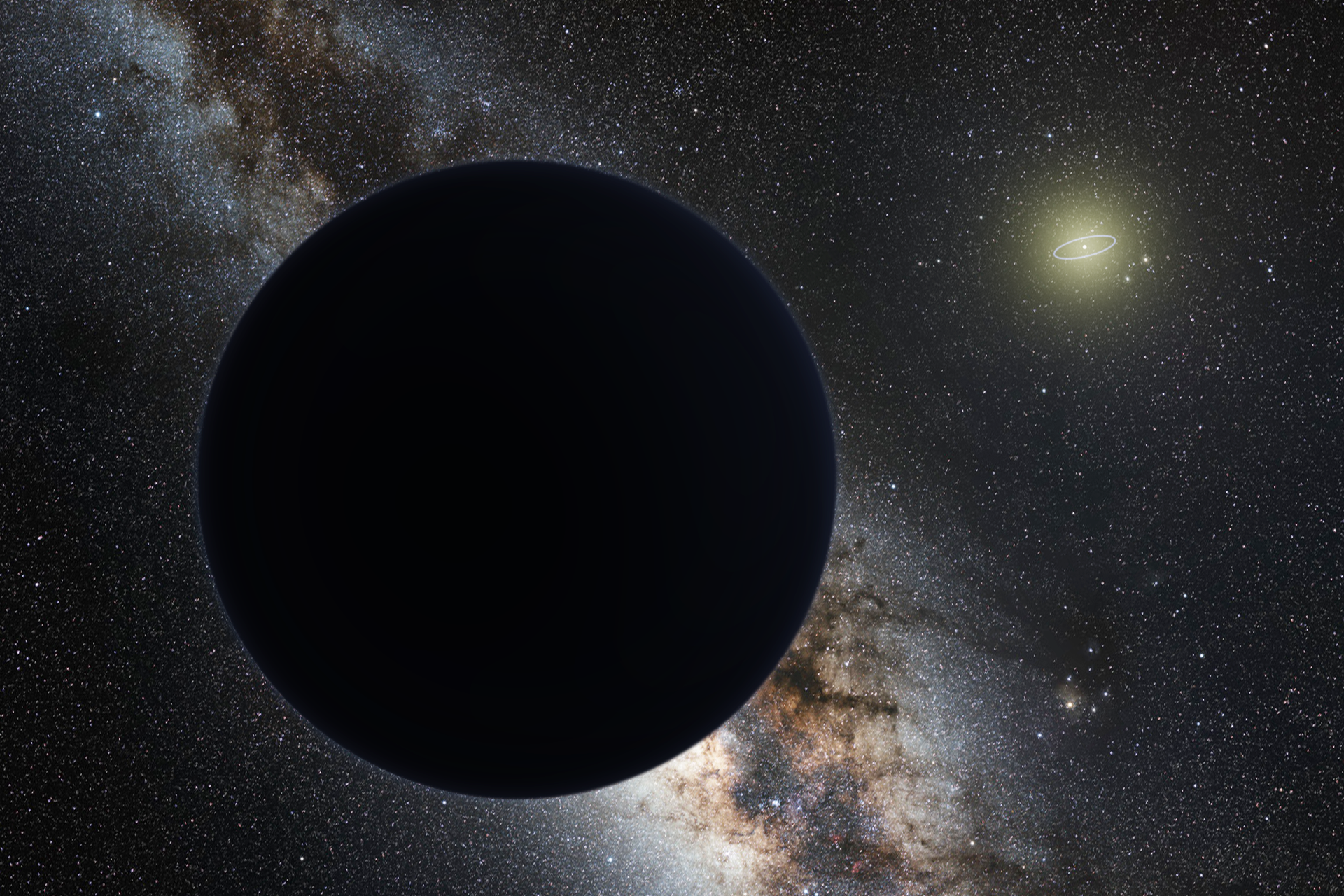
نگارهٔ هنری از سیارهٔ ۹ - یک غول یخی در مرکز کهکشان راه شیری، با خورشید که از فاصلهٔ دوری دیده می‌شود. بیضی نپتون به دور خورشید برای نشان دادن فاصله نشان داده شده‌است

### مدار
فرض بر این است که سیارهٔ ۹ در مسیر یک مدار بسیار بیضوی به دور خورشید، با دورهٔ مداری از ۱۰٬۰۰۰ تا ۲۰٬۰۰۰ سال زمینی می‌چرخد. مدار این سیاره با طول نیم‌قطر بزرگش که در حدود ۷۰۰ واحد نجومی یا در حدود ۲۰ برابر فاصلهٔ سیارهٔ نپتون تا خورشید است هرچند که؛ این فاصله را تا نزدیک به ۲۰۰ واحد نجومی (۳۰ بیلیون کیلومتر) هم تخمین زده‌اند. انحراف مداری این مسیر در حدود ۱۰ ±۳۰ درجه است. خروج از مرکز مدار سیارهٔ ۹ آن را در جریان اوج و حضیض خورشیدی خود تا حدود ۱۲۰۰ واحد نجومی در هنگام اوج دور می‌کند.

### اندازه
این سیاره تخمین زده می‌شود که جرمی ۱۰ برابر جرم زمین و قطر آن دو تا چهار برابر قطر زمین باشد. یک بررسی فروسرخ (مادون قرمز) توسط کاوشگر نقشه‌بردار فروسرخ میدان وسیع در سال ۲۰۰۹ وجود چنین جرمی را در جمع‌بندی‌های خود برای یک جسم هم اندازهٔ نپتون فراتر از فاصلهٔ ۷۰۰ واحد نجومی رد نمی‌کند. بررسی مشابه دیگری در سال ۲۰۱۴ با تمرکز بر احتمال و امکان وجود جرم‌هایی با مقدار بالا در قسمت بیرونی سامانهٔ خورشیدی صورت گرفت. این بررسی امکان وجود جرمی در سطح و مقیاس سیارهٔ مشتری را تا برد ۲۶٬۰۰۰ واحد نجومی را رد کرده‌است.

### ساختار
مایکل براون معتقد است که این سیاره به احتمال زیاد یک غول یخی خارجی، در ترکیب آن به اورانوس و نپتون مشابه است. مخلوطی از سنگ و یخ با یک پاکت کوچکی از گاز.

## نام‌های غیررسمی
در اوت ۲۰۱۴ لورنزو آیریو در خبرنامهٔ یادداشت‌های ماهانه انجمن پادشاهی اخترشناسی (MNARS) در نوشتن متن فرضیهٔ وجود یک سیارهٔ احتمالی با جرمی ۹ تا ۵۵ برابر جرم زمین که مسوول مدار غیرمعمول چند جرم فرانپتونی است نام «ثِی‌لیستو» یا «تِی‌لیستو» را به کار برده‌است.